# Cleón de Atenas
Cleón de Atenas (Κλέων / Kléōn, f. 422 a. C.) fue un político ateniense que ejerció durante la guerra del Peloponeso, y era hijo de Cleéneto, del cual heredó una lucrativa curtiduría. Fue el primer representante prominente de la clase comercial en la política ateniense.

## Biografía
Fue adversario de Pericles, para quien sus avanzadas ideas eran naturalmente inaceptables, y su oposición un tanto curiosa para Pericles, dado que actuaba en concierto con los aristócratas, que igualmente odiaban y temían a Pericles. Durante los días negros del 430 a. C., después de la expedición fracasada de Pericles al Peloponeso, y cuando la ciudad era devastada por la plaga, Cleón encabezó la oposición al régimen de Pericles. Pericles fue acusado por Cleón de la mala administración del dinero público, con el resultado de que fue hallado culpable.
Pericles fue restablecido y Cleón pasó a segundo plano. La muerte de Pericles (429 a. C.) le dejó el campo abierto. Hasta el momento él sólo había sido un enérgico orador de la oposición, un crítico mordaz y un magistrado acusador del Estado. Se presentó como el campeón declarado y jefe de la democracia, y, debido a las moderadas habilidades de sus rivales y oponentes, fue durante algunos años indudablemente el principal hombre de Atenas. Aunque rudo y tosco, estaba dotado de una natural elocuencia y una potente voz, y sabía exactamente cómo trabajar los sentimientos del pueblo. Consolidó su influencia en las clases más pobres mediante su medida de triplicar el pago a los jurados, la cual proveía a los atenienses más pobres de un medio fácil de sustento.
La conocida afición de los atenienses por los litigios aumentó su poder; y la práctica de la "sicofancia" (encontrando material para falsos cargos) le permitió eliminar a aquellos que querían poner en peligro su ascendiente. No utilizó más a sus antiguos asociados aristócratas y rompió el contacto con ellos, para tener así la libertad de atacar a las sociedades secretas con propósitos políticos, los clubes oligárquicos a los que principalmente perteneció. Si también introdujo un impuesto sobre la propiedad con propósitos militares, e incluso mantuvo una posición alta en contacto con el tesoro, es incierto. Sus principios imperantes eran un inveterado odio hacia la nobleza, y un odio igual a Esparta. Por culpa de él, principalmente, estaba perdida la ocasión para concluir una honorable paz (en 425 a. C.), y su determinación para ver a Esparta humillada. Engañó al pueblo sobre los recursos del Estado y le deslumbró con promesas de futuros beneficios.
En 427 a. C., Cleón obtuvo mala fama por su propuesta de dar muerte a toda la población masculina de Mitilene, que se había puesto a la cabeza de una revuelta. Su propuesta, aunque aceptada primero, fue pronto anulada. Sin embargo, unos 1000 de los principales líderes y hombres prominentes de Mitilene fueron ejecutados. En 425 a. C., alcanzó la cima de su fama al capturar y conducir a Atenas a los espartanos que habían sido bloqueados en la batalla de Esfacteria. Mucha de su reputación se debía probablemente a la destreza militar de su colega Demóstenes (no el orador); pero debe ser admitido que fue causada por la determinación con que Cleón logró que la asamblea ateniense enviara la fuerza adicional que necesitaba.
En 426 a. C., Cleón condujo una estéril persecución contra el estratego Laques por su fracasada expedición a Sicilia. Esta fue una de las muy pocas veces que el general ateniense escapó a un castigo civil por una derrota.
Casi seguro fue debido a Cleón que dobló el tributo de los "aliados" en 425 a. C.. En 422 a. C., fue enviado a recuperar Anfípolis y luchó contra el espartano Brásidas. Sin embargo, Brásidas y Cleón murieron en la batalla de Anfípolis y sus muertes eliminaron el principal obstáculo para la paz. Así, la Paz de Nicias se concluyó en 421 a. C..

## Aristófanes y Tucídides sobre Cleón
El carácter de Cleón es presentado por Aristófanes y Tucídides bajo un prisma desfavorable. Pero no pueden ser considerados testigos imparciales. El poeta tenía rencor a Cleón, que lo había acusado de haber ridiculizado la política y las instituciones de su país en presencia de extranjeros y en la época de la gran guerra nacional, en su obra Babilonios. Tucídides, un hombre con fuertes prejuicios oligárquicos, había sido también procesado por incapacidad militar y exiliado por decreto propuesto por Cleón. Por eso probablemente Cleón fue tratado injustamente en los retratos hechos de él por estos dos escritores.